# WCW 선더
썬더 (WCW Thunder)는 WCW의 2대 브랜드 중의 하나이자, 매주 수요일에 방송했던 프로그램이다. WWE의 스맥다운과 경쟁을 했던 프로그램이다.
WCW가 WWE에 인수되면서 2001년 3월 21일 에피소드를 마지막으로 역사 속으로 사라진다.